# Jagiellonia Białystok w sezonie 2025/2026
Ten artykuł dotyczy przyszłego wydarzenia sportowego. Informacje w nim zawarte zmienią się w przyszłości.
Jagiellonia Białystok w sezonie 2025/2026 przystąpiła do rozgrywek piłkarskiej Ekstraklasy oraz Pucharu Polski (od 1/32). Klub rozgrywa swoje mecze na Stadionie Miejskim – Chorten Arenie w Białymstoku o pojemności 22.372 miejsc. Sektor gości liczy 1.027 miejsc, liczba dostępnych miejsc dla kibiców gospodarzy wynosi do 20.707.

## I poziom rozgrywkowy
W roli beniaminka zagrają: Arka Gdynia – zwycięzca I ligi z poprzedniego sezonu, Bruk-Bet Termalica Nieciecza, który awansował z drugiego miejsca oraz awansująca po barażach Wisła Płock.
Jesús Imaz zdobył swoją 100. bramkę w Ekstraklasie w barwach Jagiellonii Białystok w meczu przeciwko Radomiakowi Radom, rozegranym 17 sierpnia 2025 roku.

## Tabela ekstraklasy
| Lp. | Drużyna                          | M | Z | R | P | B+ | B- | +/- | Pkt. | Uwagi                |
| --- | -------------------------------- | - | - | - | - | -- | -- | --- | ---- | -------------------- |
| 1   | Lech Poznań (m)                  |   |   |   |   |    |    |     |      | El. do Ligi Mistrzów |
| 2   | Raków Częstochowa                |   |   |   |   |    |    |     |      | El. do Ligi Mistrzów |
| 3   | Jagiellonia Białystok            |   |   |   |   |    |    |     |      | El. do Ligi Konf.    |
| 4   | Pogoń Szczecin                   |   |   |   |   |    |    |     |      | El. do Ligi Konf.    |
| 5   | Legia Warszawa                   |   |   |   |   |    |    |     |      |                      |
| 6   | Górnik Zabrze                    |   |   |   |   |    |    |     |      |                      |
| 7   | GKS Katowice                     |   |   |   |   |    |    |     |      |                      |
| 8   | Cracovia                         |   |   |   |   |    |    |     |      |                      |
| 9   | Korona Kielce                    |   |   |   |   |    |    |     |      |                      |
| 10  | Motor Lublin                     |   |   |   |   |    |    |     |      |                      |
| 11  | Piast Gliwice                    |   |   |   |   |    |    |     |      |                      |
| 12  | Radomiak Radom                   |   |   |   |   |    |    |     |      |                      |
| 13  | Widzew Łódź                      |   |   |   |   |    |    |     |      |                      |
| 14  | Zagłębie Lubin                   |   |   |   |   |    |    |     |      |                      |
| 15  | Lechia Gdańsk                    |   |   |   |   |    |    |     |      |                      |
| 16  | Arka Gdynia (b)                  |   |   |   |   |    |    |     |      | Spadek do I ligi     |
| 17  | Bruk-Bet Termalica Nieciecza (b) |   |   |   |   |    |    |     |      | Spadek do I ligi     |
| 18  | Wisła Płock (b)                  |   |   |   |   |    |    |     |      | Spadek do I ligi     |

- Kara -5 pkt. dla Lechii Gdańsk za naruszenie przepisów licencyjnych.

## Mecze
| Mecze i wyniki | Mecze i wyniki        | Mecze i wyniki   | Mecze i wyniki | Mecze i wyniki | Mecze i wyniki               | Mecze i wyniki | Mecze i wyniki                                                   | Poz w lidze. | Poz w lidze. | Poz w lidze. |
| Lp. | Data                  | Rozgrywki        | F.             | D/W            | Przeciwnik                   | Wynik          | Strzelcy bramek                                                  | M.           | P.           | Br.          |
| --- | --------------------- | ---------------- | -------------- | -------------- | ---------------------------- | -------------- | ---------------------------------------------------------------- | ------------ | ------------ | ------------ |
| 1 7302248 | 18.07.2025 Białystok  | ESA 1 kol.       | 18 007         | D              | Bruk-Bet Termalica Nieciecza | 0:4            |                                                                  | 17           | 0            | 0:4          |
| 2 35 | 24.07.2025 Novi Pazar | LK – II runda    | 6 271          | W              | FK Novi Pazar                | 1:2            | Rallis 9' Pululu 90+5'                                           | I mecz       | I mecz       | I mecz       |
| 3 7312249 | 27.07.2025 Białystok  | ESA 2 kol.       | 19 987         | D              | Widzew Łódź                  | 3:2            | Drachal 3' Imaz 90+1' Pululu 90+4'                               | 12           | 3            | 3:6          |
| 4 36 | 31.07.2025 Białystok  | LK – II runda    | 16 128         | D              | FK Novi Pazar                | 3:1            | Pululu 50' 73'(k) Romanczuk 90'                                  | II mecz      | II mecz      | II mecz      |
| przeł. | 3.08.2025 Lublin      | ESA 3 kol.       | -              | W              | Motor Lublin                 |                |                                                                  | 12           | 3            | 3:6          |
| 5 37 | 7.08.2025 Silkeborg   | LK – III runda   | 4 289          | W              | Silkeborg IF                 | 0:1            | Vital 15'                                                        | I mecz       | I mecz       | I mecz       |
| 6 7322250 | 10.08.2025 Białystok  | ESA 4 kol.       | 18 270         | D              | Cracovia                     | 5:2            | Pietuszewski 19' Pululu 55'(k) Romanczuk 73' Pozo 82' Rallis 88' | 7            | 6            | 8:8          |
| 7 38 | 14.08.2025 Białystok  | LK – III runda   | 17 369         | D              | Silkeborg IF                 | 2:2            | Imaz 29' 35'                                                     | II mecz      | II mecz      | II mecz      |
| 8 7332251 | 17.08.2025 Radom      | ESA 5 kol.       | 8 563          | W              | Radomiak Radom               | 1:2            | Imaz 43' 50'                                                     | 4            | 9            | 10:9         |
| 9 39 | 21.08.2025 Białystok  | LK – runda PO    |                | D              | Dinamo Tirana                |                |                                                                  | I mecz       | I mecz       | I mecz       |
| przeł. | 24.08.2025 Warszawa   | ESA 6 kol.       | -              | W              | Legia Warszawa               |                |                                                                  |              |              |              |
| 10 40 | 28.08.2025 Tirana     | LK – runda PO    |                | W              | Dinamo Tirana                |                |                                                                  | II mecz      | II mecz      | II mecz      |
| 11 7342252 | 31.08.2025 Białystok  | ESA 7 kol.       | -              | D              | Lechia Gdańsk                |                |                                                                  |              |              |              |
| 12 7352253 | 14.09.2025 Gliwice    | ESA 8 kol.       | -              | W              | Piast Gliwice                |                |                                                                  |              |              |              |
| 13 7362254 | 21.09.2025 Białystok  | ESA 9 kol.       | -              | D              | Wisła Płock                  |                |                                                                  |              |              |              |
| 14 7372255 | 24.08.2025 Warszawa   | ESA 6 kol.(zal.) | -              | W              | Legia Warszawa               |                |                                                                  |              |              |              |
| 15 7382256 | 28.08.2025 Poznań     | ESA 10 kol.      | -              | W              | Lech Poznań                  |                |                                                                  |              |              |              |
| 16 7392257 | 5.10.2025 Białystok   | ESA 11 kol.      | -              | D              | Korona Kielce                |                |                                                                  |              |              |              |
| 17 7402258 | 19.10.2025 Białystok  | ESA 12 kol.      | -              | D              | Arka Gdynia                  |                |                                                                  |              |              |              |
| 18 7412259 | 26.10.2025 Zabrze     | ESA 13 kol.      | -              | W              | Górnik Zabrze                |                |                                                                  |              |              |              |
| 19 117 | 29.10.2025 Białystok  | PP – 1/16        | -              | ??             | ?                            |                |                                                                  |              |              |              |
| 20 7422260 | 2.11.2025 Białystok   | ESA 14 kol.      | -              | D              | Raków Częstochowa            |                |                                                                  |              |              |              |
| ? 7442262 | 9.11.2025 Szczecin    | ESA 15 kol.      | -              | W              | Pogoń Szczecin               |                |                                                                  |              |              |              |
| 21 7452263 | 23.11.2025 Białystok  | ESA 16 kol.      | -              | D              | GKS Katowice                 |                |                                                                  |              |              |              |
| 22 7462264 | 30.11.2025 Lubin      | ESA 17 kol.      | -              | W              | Zagłębie Lubin               |                |                                                                  |              |              |              |
| 23 7472265 | 7.12.2025 Nieciecza   | ESA 18 kol.      | -              | W              | Bruk-Bet Termalica Nieciecza |                |                                                                  |              |              |              |
| 24 7482266 | 1.02.2026 Łódź        | ESA 19 kol.      | -              | W              | Widzew Łódź                  |                |                                                                  |              |              |              |
| 25 7492267 | 8.02.2026 Białystok   | ESA 20 kol.      | -              | D              | Motor Lublin                 |                |                                                                  |              |              |              |
| 26 7502268 | 15.02.2026 Kraków     | ESA 21 kol.      | -              | W              | Cracovia                     |                |                                                                  |              |              |              |
| 27 7512269 | 22.02.2026 Białystok  | ESA 22 kol.      | -              | D              | Radomiak Radom               |                |                                                                  |              |              |              |
| 28 7522270 | 1.03.2026 Białystok   | ESA 23 kol.      | -              | D              | Legia Warszawa               |                |                                                                  |              |              |              |
| 29 7532271 | 8.03.2026 Gdańsk      | ESA 24 kol.      | -              | W              | Lechia Gdańsk                |                |                                                                  |              |              |              |
| 30 7542272 | 15.03.2026 Białystok  | ESA 25 kol.      | -              | D              | Piast Gliwice                |                |                                                                  |              |              |              |
| 31 7552273 | 22.03.2026 Płock      | ESA 26 kol.      | -              | W              | Wisła Płock                  |                |                                                                  |              |              |              |
| 32 7562274 | 4.04.2026 Białystok   | ESA 27 kol.      | -              | D              | Lech Poznań                  |                |                                                                  |              |              |              |
| 33 7572275 | 12.04.2026 Kielce     | ESA 28 kol.      | -              | W              | Korona Kielce                |                |                                                                  |              |              |              |
| 34 7582276 | 19.04.2026 Gdynia     | ESA 29 kol.      | -              | W              | Arka Gdynia                  |                |                                                                  |              |              |              |
| 35 7592277 | 26.04.2026 Białystok  | ESA 30 kol.      | -              | D              | Górnik Zabrze                |                |                                                                  |              |              |              |
| 36 7602278 | 3.05.2026 Częstochowa | ESA 31 kol.      | -              | W              | Raków Częstochowa            |                |                                                                  |              |              |              |
| 37 7612279 | 10.05.2026 Białystok  | ESA 32 kol.      | -              | D              | Pogoń Szczecin               |                |                                                                  |              |              |              |
| 38 7622280 | 17.05.2026 Katowice   | ESA 33 kol.      | -              | W              | GKS Katowice                 |                |                                                                  |              |              |              |
| 39 7632281 | 24.05.2026 Białystok  | ESA 34 kol.      | -              | D              | Zagłębie Lubin               |                |                                                                  |              |              |              |
| - rozgrywki ligowe, - rozgrywki pucharu polski, - rozgrywki pucharu ligi, - rozgrywki ligi europejskiej, - mecze barażowe lub eliminacyjne, - inne. Liczba meczów w sezonie:1 2 (wszystkie mecze na najwyższym poziomie rozgrywkowym)3 (wszystkie mecze w rozgrywkach ligowych bez baraży) , Puchar Polski: 2 (mecze Pucharu Polski na szczeblu centralnym)3 (wszystkie mecze w Pucharze Polski) |                       |                  |                |                |                              |                |                                                                  |              |              |              |

Źródło 

## Frekwencja
Procent wypełnienia stadionu obliczany jest na podstawie liczby miejsc przeznaczonych dla kibiców gospodarzy, która wynosi 20 707 miejsc, co odpowiada 92,56% pojemności. Stadion przy ul. Słonecznej dysponuje łącznie 22 372 miejscami, z czego 1027 (4,59%) przeznaczonych jest dla kibiców gości.
| 10% | 20% | 30% | 40% | 50% | 60% | 70% | 80% | 90% | 100% |

| Lp.                                       | Data                                      | rodz.                                     | Rywal                                     | frekwencja | %       | %       | %       | %       | %       | %       | %       | %       | %       | %       | goście   |
| ----------------------------------------- | ----------------------------------------- | ----------------------------------------- | ----------------------------------------- | ---------- | ------- | ------- | ------- | ------- | ------- | ------- | ------- | ------- | ------- | ------- | -------- |
| 1                                         | 18.07.2022                                | ESA                                       | Termalica Nieciecza                       | 18 007     | 86,96 % | 86,96 % | 86,96 % | 86,96 % | 86,96 % | 86,96 % | 86,96 % | 86,96 % | 86,96 % |         | ok. 50   |
| 2                                         | 24.07.2025                                | ESA                                       | Widzew Łódź                               | 19 987     | 96,52 % | 96,52 % | 96,52 % | 96,52 % | 96,52 % | 96,52 % | 96,52 % | 96,52 % | 96,52 % | 96,52 % | ok. 1000 |
| 3                                         | 31.07.2025                                | el. LK                                    | FK Novi Pazar                             | 16 128     | 77,89 % | 77,89 % | 77,89 % | 77,89 % | 77,89 % | 77,89 % | 77,89 % | 77,89 % |         |         | 30       |
| 4                                         | 10.08.2025                                | ESA                                       | Cracovia                                  | 18 270     | 88,23 % | 88,23 % | 88,23 % | 88,23 % | 88,23 % | 88,23 % | 88,23 % | 88,23 % | 88,23 % |         | ok. 400  |
| 5                                         | 14.08.2025                                | el. LK                                    | Silkeborg IF                              | 17 369     | 83,88 % | 83,88 % | 83,88 % | 83,88 % | 83,88 % | 83,88 % | 83,88 % | 83,88 % | 83,88 % |         | ok. 20   |
| 6                                         | 21.08.2025                                | el. LK                                    | Dinamo Tirana                             |            |         |         |         |         |         |         |         |         |         |         |          |
| 7                                         | 31.08.2025                                | ESA                                       | Lechia Gdańsk                             |            |         |         |         |         |         |         |         |         |         |         |          |
| 8                                         | 21.09.2025                                | ESA                                       | Wisła Płock                               |            |         |         |         |         |         |         |         |         |         |         |          |
| 9                                         | 5.10.2025                                 | ESA                                       | Korona Kielce                             |            |         |         |         |         |         |         |         |         |         |         |          |
| 10                                        | 19.10.2025                                | ESA                                       | Arka Gdynia                               |            |         |         |         |         |         |         |         |         |         |         |          |
| 11                                        | 2.11.2025                                 | ESA                                       | Raków Częstochowa                         |            |         |         |         |         |         |         |         |         |         |         |          |
| 12                                        | 23.11.2025                                | ESA                                       | GKS Katowice                              |            |         |         |         |         |         |         |         |         |         |         |          |
| Łączna frekwencja na meczach ekstraklasy  | Łączna frekwencja na meczach ekstraklasy  | Łączna frekwencja na meczach ekstraklasy  | Łączna frekwencja na meczach ekstraklasy  | 56 264     |         |         |         |         |         |         |         |         |         |         |          |
| Średnia frekwencja na meczach ekstraklasy | Średnia frekwencja na meczach ekstraklasy | Średnia frekwencja na meczach ekstraklasy | Średnia frekwencja na meczach ekstraklasy | 18 755     |         |         |         |         |         |         |         |         |         |         |          |
| Łączna frekwencja w rozgr. europejskich   | Łączna frekwencja w rozgr. europejskich   | Łączna frekwencja w rozgr. europejskich   | Łączna frekwencja w rozgr. europejskich   | 33 497     |         |         |         |         |         |         |         |         |         |         |          |
| Średnia frekwencja w rozgr. europejskich  | Średnia frekwencja w rozgr. europejskich  | Średnia frekwencja w rozgr. europejskich  | Średnia frekwencja w rozgr. europejskich  | 16 749     |         |         |         |         |         |         |         |         |         |         |          |

## Skład, transfery
- Kontrakty:  kontrakt do 2027 i dłużej  i  kontrakt do 2026
- L  - Letnie okno transferowe od 16 czerwca do 1 września 2025.
- Z  - Zimowe okno transferowe od (w trakcie ustalania) 2026.

| Nr                                                                       | Zawodnik              | Poz. | Data ur.   | Wz.  | Transfery               | Kontrakt               | Ostatni Klub             |
| ------------------------------------------------------------------------ | --------------------- | ---- | ---------- | ---- | ----------------------- | ---------------------- | ------------------------ |
| 3                                                                        | Dušan Stojinović      | OB   | 26.08.2000 | 1,87 |                         | 2027 26.01.23 30.06.27 | (wyp.) NK Celje          |
| 4                                                                        | Yūki Kobayashi        | OB   | 18.07.2000 | 1,85 | L                       | 2028 3.07.25 30.06.28  | Portimonense SC          |
| 5                                                                        | Cezary Polak          | OB   | 31.05.2003 | 1,84 |                         | 2027 3.09.24 30.06.27  | Kotwica Kołobrzeg        |
| 6                                                                        | Taras Romanczuk C     | PO   | 14.11.1991 | 1,86 |                         | 2026 22.07.14 30.06.26 | Legionovia Legionowo     |
| 7                                                                        | Alejandro Pozo        | OB   | 22.02.1999 | 1,74 | L wypożyczenie          | 2026 15.07.25 30.06.26 | UD Almería               |
| 8                                                                        | Dawid Drachal         | PO   | 31.01.2005 | 1,82 | L                       | 2028 13.06.25 30.06.28 | (wyp.) GKS Katowice      |
| 9                                                                        | Dimitris Rallis       | NA   | 28.03.2005 | 1,89 | L                       | 2028 27.07.25 30.06.28 | SC Heerenveen            |
| 10                                                                       | Afimico Pululu        | NA   | 23.03.1999 | 1,75 |                         | 2026 1.07.23 30.06.26  | SpVgg Greuther Fürth     |
| 11                                                                       | Jesús Imaz            | NA   | 26.09.1990 | 1,74 |                         | 2027 21.01.19 30.06.27 | Wisła Kraków             |
| 13                                                                       | Bernardo Vital        | OB   | 29.12.2000 | 1,87 | L                       | 2027 3.07.25 30.06.27  | Real Saragossa           |
| 15                                                                       | Norbert Wojtuszek     | PO   | 5.10.2001  | 1,82 |                         | 2027 28.01.25 30.06.27 | Górnik Zabrze            |
| 18                                                                       | Louka Prip            | NA   | 29.06.1997 | 1,82 | L                       | 2027 26.06.25 30.06.27 | Konyaspor                |
| 19                                                                       | Alejandro Cantero     | PO   | 8.06.2000  | 1,84 | L                       | 2027 9.07.25 30.06.27  | CD Tenerife              |
| 20                                                                       | Miki Villar           | PO   | 19.09.1996 | 1,73 |                         | 2026 2.07.24 30.06.26  | Wisła Kraków             |
| 22                                                                       | Miłosz Piekutowski    | BR   | 8.05.2006  | 1,89 |                         | 2026 15.07.22 30.06.26 | (wyp.) Stal Stalowa Wola |
| 25                                                                       | Aziel Jackson         | PO   | 28.10.2001 | 1,76 | L                       | 2028 23.07.25 30.06.28 | Columbus Crew            |
| 27                                                                       | Bartłomiej Wdowik     | OB   | 25.09.2000 | 1,84 | L wypożyczenie          | 2026 26.06.25 30.06.26 | (wyp.) Hannover 96       |
| 29                                                                       | Marcin Listkowski     | NA   | 10.02.1998 | 1,78 | L                       | 2026 20.08.24 30.06.26 | (wyp.) Zagłębie Lubin    |
| 31                                                                       | Leon Flach            | PO   | 28.01.2001 | 1,83 |                         | 2027 15.01.25 30.06.27 | Philadelphia Union       |
| 50                                                                       | Sławomir Abramowicz   | BR   | 9.06.2004  | 1,89 |                         | 2028 23.08.21 30.06.28 | Jagiellonia II Białystok |
| 80                                                                       | Oskar Pietuszewski    | NA   | 20.05.2008 | 1,79 |                         | 2027 1.01.24 30.06.27  | AP Jagiellonia           |
| 82                                                                       | Tomás Silva           | OB   | 15.10.1999 | 1,72 |                         | 2026 2.08.24 30.06.26  | FC Vizela                |
| Szeroka kadra (zawodnicy z drużyny rezerw grający w pierwszym składzie): |                       |      |            |      |                         |                        |                          |
| 33                                                                       | Bartłomiej Żynel      | BR   | 9.04.1998  | 1,87 |                         | 2026 28.07.22 30.06.26 | Jagiellonia II Białystok |
| 53                                                                       | Bartłomiej Krasiewicz | OB   | 26.11.2006 |      |                         | 2025 25.08.20 30.06.25 | AP Jagiellonia           |
| 55                                                                       | Toki Hirosawa         | PO   | 21.10.2002 | 1,70 | L                       | 2026 13.03.24 30.06.26 | Portimonense SC U-23     |
| 66                                                                       | Adrian Damasiewicz    | BR   | 9.09.2008  | 1,91 | L                       | 2027 1.03.25 30.06.27  | Podhale Nowy Targ        |
| 85                                                                       | Eryk Kozłowski        | PO   | 27.09.2006 | 1,81 |                         | 2027 21.09.24 30.06.27 | AP Jagiellonia           |
| 86                                                                       | Bartosz Mazurek       | PO   | 3.01.2007  | 1,76 |                         | 2028 1.07.23 30.06.28  | Jagiellonia II Białystok |
| Piłkarze na wypożyczeniu:                                                |                       |      |            |      |                         |                        |                          |
| (71)                                                                     | Szymon Stypułkowski   | PO   | 17.06.2006 | 1,80 | L (wyp.) Pogoń Siedlce  | 2028 17.07.24 31.12.28 | Jagiellonia U-19         |
| (51)                                                                     | Alan Rybak            | NA   | 1.12.2006  | 1,78 | L (wyp.) Pogoń Siedlce  | 2027 19.07.23 30.06.27 | Jagiellonia II Białystok |
| Transfery z klubu:                                                       |                       |      |            |      |                         |                        |                          |
| (77)                                                                     | Wojciech Łaski        | PO   | 21.05.2000 | 1,86 | L Rekord Bielsko-Biała  | 2025 1.07.22 30.06.25  | wyp. Ruch Chorzów        |
| (17)                                                                     | Adrián Diéguez        | OB   | 4.02.1996  | 1,88 | L rozwiązanie kontraktu | 2026 1.07.23 30.06.26  | SD Ponferradina          |
| (1)                                                                      | Maksymilian Stryjek   | BR   | 18.07.1996 | 1,88 | L Kilmarnock F.C.       | 2026 1.07.24 30.06.26  | Crewe Alexandra F.C.     |
| (25)                                                                     | Filip Wolski          | PO   | 9.04.2006  | 1,78 | L Stal Rzeszów          | 2026 20.06.24 30.06.26 | Lech II Poznań           |
| (19)                                                                     | Paweł Olszewski       | OB   | 7.06.1999  | 1,78 | L Polonia Warszawa      | 2025 1.01.16 30.06.25  | (wyp.) Polonia Warszawa  |
| (72)                                                                     | Mateusz Skrzypczak    | OB   | 22.08.2000 | 1,89 | L Lech Poznań           | 2027 23.05.22 30.06.27 | Lech Poznań              |
| (9)                                                                      | Lamine Diaby-Fadiga   | NA   | 19.01.2001 | 1,88 | L Raków Częstochowa     | 2026 20.06.24 30.06.26 | Paris FC                 |
| (99)                                                                     | Kristoffer Hansen     | PO   | 12.08.1994 | 1,80 | L koniec kontraktu      | 2025 11.09.23 30.06.25 | Widzew Łódź              |
| (14)                                                                     | Jarosław Kubicki      | PO   | 7.08.1995  | 1,80 | L Górnik Zabrze         | 2025 5.07.23 30.06.25  | Lechia Gdańsk            |
| (16)                                                                     | Michal Sáček          | OB   | 19.09.1996 | 1,80 | L Górnik Zabrze         | 2025 2.02.23 30.06.25  | Sparta Praga             |
| (7)                                                                      | Edi Semedo            | NA   | 1.06.1999  | 1,81 | L koniec wypożyczenia   | 2025 15.02.25 30.06.25 | Aris Limassol            |
| (23)                                                                     | Enzo Ebosse           | OB   | 1.03.1999  | 1,89 | L Hellas Verona         | 2025 28.01.25 30.06.25 | Udinese Calcio           |
| (21)                                                                     | Darko Czurlinow       | NA   | 11.11.2000 | 1,82 | L koniec wypożyczenia   | 2025 19.08.24 30.06.25 | Burnley F.C.             |
| (44)                                                                     | João Moutinho         | OB   | 12.01.1998 | 1,82 | L Lech Poznań           | 2025 9.07.24 30.06.25  | Spezia Calcio            |

## Mecze towarzyskie i sparingowe
- 3-12 lipca 2025 obóz przygotowawczy w Opalenicy.[3]

| Mecze i wyniki | Mecze i wyniki       | Mecze i wyniki | Mecze i wyniki | Mecze i wyniki | Mecze i wyniki        | Mecze i wyniki | Mecze i wyniki                            |
| Lp.            | Data, Kraj, Miasto   | Mecze          | Frekw.         | D/W            | Przeciwnik            | Wynik          | Strzelcy bramek                           |
| -------------- | -------------------- | -------------- | -------------- | -------------- | --------------------- | -------------- | ----------------------------------------- |
| 1              | 2.07.2025 Białystok  | sparing        | 500            | D              | Górnik Łęczna (2 p.)  | 1:0            | Pietuszewski 16' Rybak 85'                |
| 2              | 6.07.2025 Opalenica  | sparing 4x30'  | -              | W              | Widzew Łódź (1 p.)    | 1:7            | Drachal 119'                              |
| 3              | 11.07.2025 Opalenica | sparing        | -              | W              | Zagłębie Lubin (1 p.) | 0:1            |                                           |
| 4              | 12.07.2025 Opalenica | sparing        | -              | W              | FK Teplice (1 p.)     | 0:1            |                                           |
| 5              | 19.07.2025 Białystok | sparing 2x30'  | 500            | D              | KS Wasilków (4 p.)    | 5:1            | Vital 16' 18' Cantero 25' 28' Dieguez 39' |

(p.) - poziom rozgrywkowy

## Powołania do reprezentacji
| Nazwisko               | Data                | rodz.         | mecz  | bramki | czas |
| ---------------------- | ------------------- | ------------- | ----- | ------ | ---- |
| 24. Mateusz Skrzypczak | 6.06.2025 Chorzów   | Towarzyski    | : 2:0 | 0      | 90'  |
| 16. Mateusz Skrzypczak | 10.06.2025 Helsinki | el. MŚ - gr.G | : 2:1 | 0      | 90'  |
| 11. Darko Czurlinow    | 6.06.2025 Skopje    | El. MŚ 2026   | : 1:1 | 0      | 33'  |
| 11. Darko Czurlinow    | 9.6.2025 Astana     | El. MŚ 2026   | : 0:1 | 0      | 53'  |

### Reprezentacje młodzieżowe

#### Polska U-21
| Nazwisko            | Data                | rodz.   | mecz  | bramki | czas      |
| ------------------- | ------------------- | ------- | ----- | ------ | --------- |
| Sławomir Abramowicz | 11.06.2025 Żylina   | ME U-21 | : 1:2 |        | rezerwowy |
| Sławomir Abramowicz | 14.06.2025 Trenczyn | ME U-21 | : 5:0 |        | rezerwowy |
| Sławomir Abramowicz | 17.06.2025 Żylina   | ME U-21 | : 4:1 |        | rezerwowy |

#### Grecja U-21
| Nazwisko         | Data              | rodz.      | mecz  | bramki | czas |
| ---------------- | ----------------- | ---------- | ----- | ------ | ---- |
| Dimitrios Rallis | 4.06.2025 Loznica | towarzyski | : 2:3 | 0      | 29'  |

#### Polska U-20
| Nazwisko | Data                | rodz.  | mecz  | bramki | czas |
| -------- | ------------------- | ------ | ----- | ------ | ---- |
| Zawodnik | 00.00.2025 Warszawa | Rodzaj | : 0:0 |        |      |

#### Polska U-19
Reprezentację U-19 prowadzi były zawodnik i trener Jagiellonii Wojciech Kobeszko.
| Nazwisko | Data                | rodz.  | mecz  | bramki | czas |
| -------- | ------------------- | ------ | ----- | ------ | ---- |
| Zawodnik | 00.00.2025 Warszawa | Rodzaj | : 0:0 |        |      |

#### Polska U-17
| Nazwisko | Data                | rodz.  | mecz  | bramki | czas |
| -------- | ------------------- | ------ | ----- | ------ | ---- |
| Zawodnik | 00.00.2025 Warszawa | Rodzaj | : 0:0 |        |      |